# Le Pouget
Le Pouget – miejscowość i gmina we Francji, w regionie Oksytania, w departamencie Hérault.
Według danych na rok 1990 gminę zamieszkiwały 1103 osoby, a gęstość zaludnienia wynosiła 79 osób/km² (wśród 1545 gmin Langwedocji-Roussillon Le Pouget plasuje się na 309. miejscu pod względem liczby ludności, natomiast pod względem powierzchni na miejscu 571.).